# Crims al Bàltic: El vaixell fantasma
Crims al Bàltic: El vaixell fantasma (títol original en alemany, Der Usedom-Krimi: Geisterschiff) és el nom del setè telefilm de la sèrie de pel·lícules de ficció criminal Crims al Bàltic. L'episodi es va emetre per primera vegada al canal Das Erste el 14 de febrer de 2019 i és el primer sense la detectiva Julia Thiel. S'ha doblat al català central per a TV3, que va estrenar-la el 10 de desembre de 2023.
Es va rodar del 28 d'agost al 27 de setembre de 2017 a l'illa d'Usedom i a Berlín. La primera emissió el 14 de febrer de 2019 va ser vista per 5,35 milions d'espectadors a Alemanya.

## Sinopsi

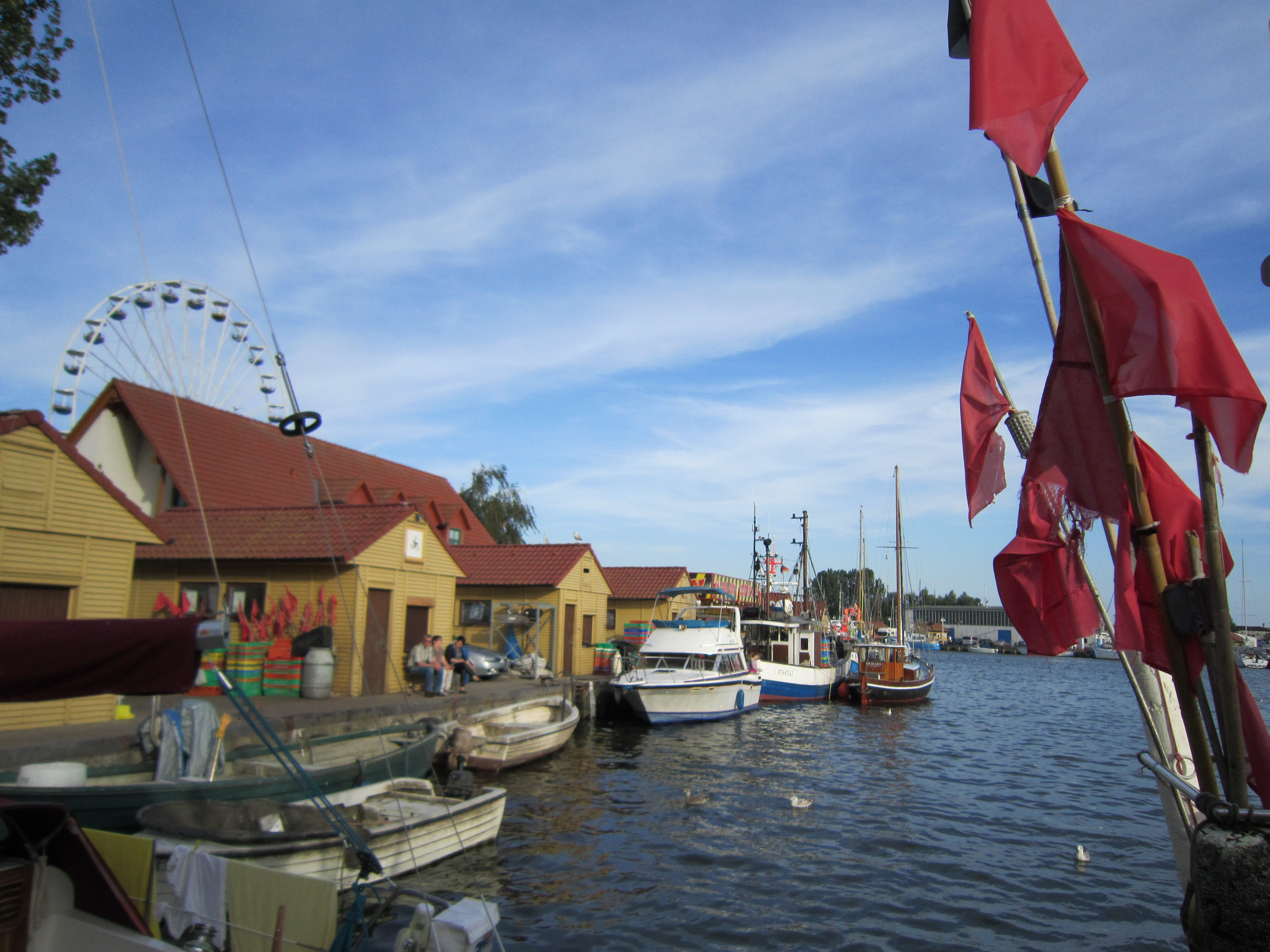
Heiner Kampwirth, desaparegut dos anys enrere, apareix mort al port.

La mort de Julia Thiel ha generat una profunda commoció dins de tota la seva família. El seu vidu, l'Stefan, es troba encara immers en el dolor, mentre que la seva mare, la Karin Lossow, antiga fiscal, busca una manera d'omplir el buit, decidint-se a ser voluntària en la resolució de conflictes. Mentre tot això succeeix, l'Ingo Wiek, propietari d'un restaurant exitós, experimenta un intent de robatori que acaba en fracàs, amb la tràgica pèrdua de vides tant per la víctima com per l'autor, el jove delinqüent Jens Kampwirth. La comissària Ellen Norgaard pren les regnes de la investigació d'aquest cas complex. En aquest context, la Karin estableix una connexió amb la Rike, germana de la Jens, qui gestiona un petit hotel. La Rike sosté que ha vist el seu pare, presumptament mort fa dos anys.